# 御子柴博見
御子柴 博見（みこしば ひろみ、1907年12月22日 - 2005年11月24日）は日本の地方公務員。元東京都副知事。

## 経歴

### 東京都副知事就任まで
長野県生まれ。一家で上京し、旧制東京府立第一中学（東京都立日比谷高等学校）、旧制松本高校文科を経て、1930年東京帝国大学卒業。東京市役所入庁。東京都衛生局総務部長、総務局監査部長、人事部長、人事委員会事務局長、都東京五輪準備事務局長、総務局長を歴任。

### 東京都副知事就任後
東龍太郎都知事の下、1963年から1967年まで副知事を務め、1964年の東京五輪開催に関わる。退任後は首都高速道路公団副理事長、特別区人事委員会委員長、東京厚生信用組合理事長、虎ノ門コンサルタンツ監査役、東京都体育協会副会長、日本体育評議会評議員、東京都スポーツ振興審議会長、日本プロ野球選手会理事、社会福祉法人東京ヘレン・ケラー協会理事長などを歴任。1979年勲二等瑞宝章受章。